# Dějiny Bitoly
Město Bitola má dějiny staré několik století.

## Nejstarší období
Archeologická naleziště v okolí Bitoly dokládají kontinuitu osídlení v tomto regionu od doby kamenné. Turecký cestopisec Evlija Čelebi tvrdil, že v dobách vlády Alexandra Velikého zde stál velký chrám, a díky němuž získalo město název Manastir. Archeologické průzkumy odhalily v blízkosti současného města starořecké osídlení (Heraclea), která existovala ve 4. století př. n. l. Zničena byla v 6. století. Město se rozvíjelo i během období existence Římské říše, a to pod názvem Septina Aurelia Heraclea. Přítomné zde bylo římské vojsko a mělo vlastního správce.
Slované, kteří sem přišli během stěhování národů, si povšimli ruin původního sídla a postavili vlastní osídlení o něco severněji, čímž vznikla moderní Bitola. 
V roce 814 obsadilo město spolu s okolním regionem Bulharsko. Po nějakou dobu byla ve středověku Bitola hlavním městem Prvního bulharského carství. To umožnilo rozvoj a rozkvět sídla. Vzniklo zde bylo sídlo episkopa. První připomínka o jeho názvu pochází z roku 1048. Následně byla obsazena byzantinci, kteří ji učinili metropolí thematu Bulgaria. V 11. století jeden kronikář během křížových výprav poznamenal, že Bitola je bohaté město v regionu Pelagonie.

## Turecká nadvláda

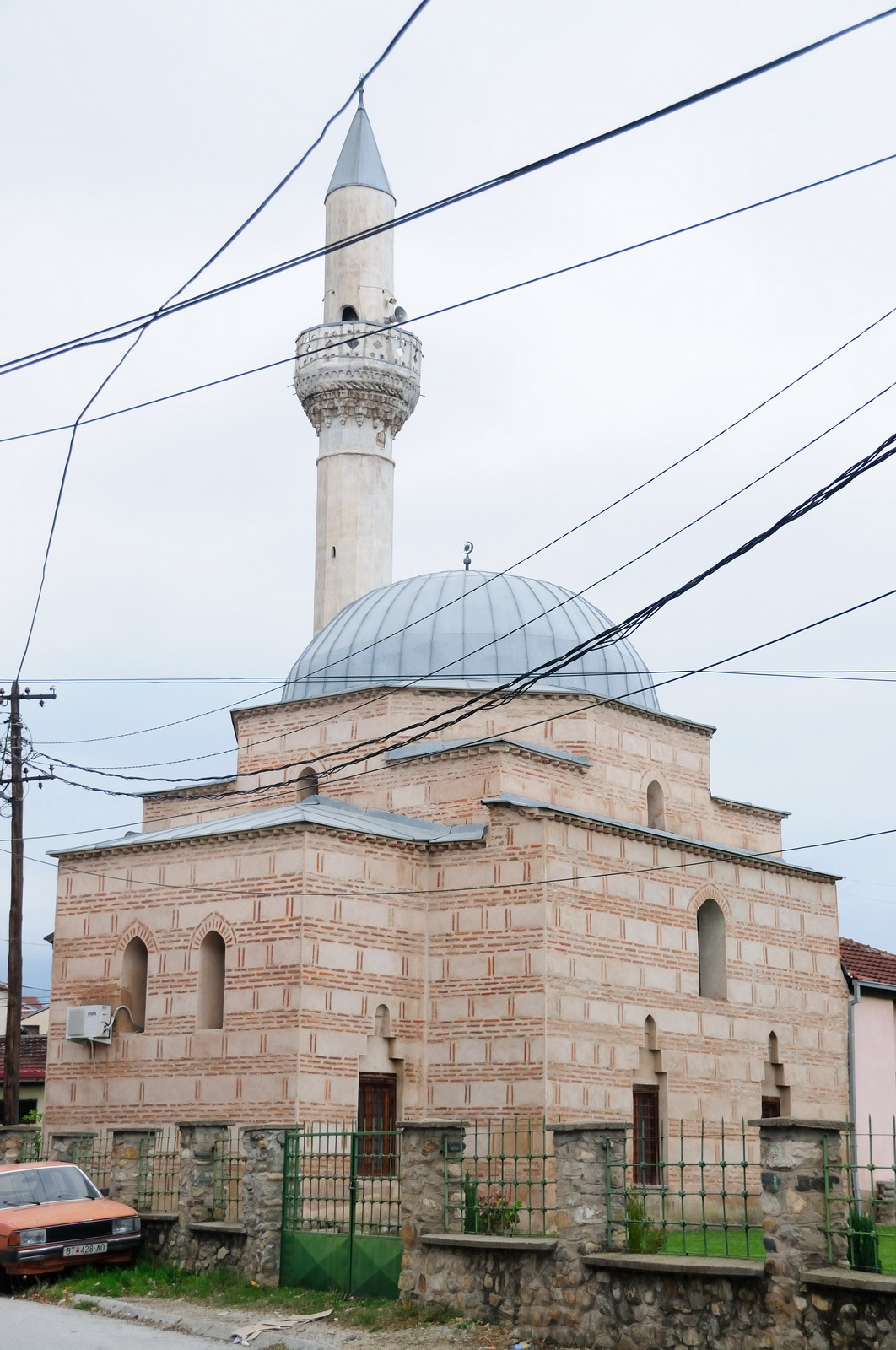
Hamza-begova mešita v Bitole.

Turecká moc zde byla ustanovena v letech 1382 až 1383 po tvrdých bojích. Dařilo se dobře obchodu. Zachován byl nicméně status města jako regionálního centra. Po Soluni se jednalo o druhé nejvýznamnější město v regionu, a jedno z klíčových v rámci Osmanské říše. Přistěhovávalo se především muslimské obyvatelstvo, mnozí Slované z města odcházeli. Z obchodních záznamů z té doby existují informace o čilém obchodním ruchu s městy Drač a Lezhë na území dnešní Albánie.
V roce 1591 zde benátský cestovatel A. Bernard napočítal na 15 000 domů. Díky své vzdálenosti od frontové linie s dalšími impérii zde nehrozily útoky, a tak se zde nenacházela ani pevnost, ani opevnění města. Místní obchodovali hlavně s textilem, ale také s medem, voskem a kůží.
Objevili se příslušníci řady dalších národností, např. Čerkezové, sestěhovávali se sem i Albánci.[zdroj?] Z Pyrenejského poloostrova přišla do Bitoly rovněž i početná komunita Židů. Těch zde v roce 1910 žilo okolo šesti tisíc. Skutečnost, že Židé zamířili právě sem, doklád významnost a velikost tehdejší Bitoly. Až do 20. století mluvili jazykem ladino. V 15. století se ustanovil základ hlavní třídy Širok Sokak. V roce 1830 zde velkovezír Rašíd Mehmed Paša svolal setkání albánských sedláků, které skončilo násilím a krveprolitím. Turecký cestopisec Evlija Čelebi město navštívil v roce 1662 a zapsal si přítomnost zhruba tří tisíc malých domů ve městě. Mimo jiné zjistil, že na město měli vliv sultánovi příbuzní, díky čemuž získalo jistou míru imunity před tureckými úřady. Mělo mít 21 částí (mahala). Stát zde mělo také 70 mešit, devět medres a na místním tržišti (čaršija) se mělo nacházet okolo devíti set krámků. Čelebi dále popisoval značnou velikost tehdejšího města. O problematické bezpečnosti města před útočníky (hajduky) svědčí také případ, kdy během Čelebiho pobytu sem došli ozbrojenci z pohoří Šar Planina a poničili místní bezisten. Přes řeku Dragor vedlo tehdy okolo desítky mostů.
V 18. století vinou postupného upadání ekonomické síly Osmanské říše a dále vinou nájezdů různých ozbrojenců většinou z oblasti dnešní Albánie došlo k jistému oslabení významu a postavení města. Situace se zhoršovala a město víceméně živořilo.

## 19. století
Jen v první polovině 19. století vzrostl počet obyvatel zhruba z osmi na několik desítek tisíc. V letech 1829 až 1830 jej ovlivnilo povstání albánského obyvatelstva, které bylo silou potlačeno. V roce 1835 jej navštívil francouzský cestovatel Ami Boué a předpokládal, že v Bitole žije 40 tisíc lidí. Místní tržiště bylo kryté a počet obchodů zde činil něco málo přes dva tisíce.

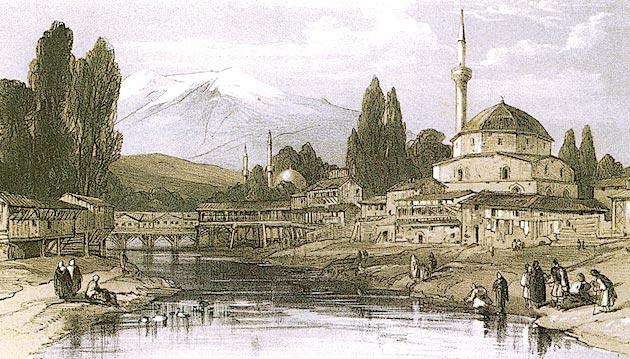
Bitola v 19. století.

Problematická bezpečnostní situace a úpadek města donutily tureckou vládu umístit sem regionální centrum a posílit veřejnou správu. Vilájet Manastir pod sebou zahrnoval na konci 19. století pět nižších správních jednotek (sandžaků) a rozkládal se na území západu dnešní Severní Makedonie a východu Albánie. Investice byly provedeny i po vojenské stránce.
Během reforem tzv. tanzimatu v polovině 19. století došlo k liberalizaci náboženských poměrů a byly budovány první kostely. Místní hodinová věž byla postavena roku 1830. a kostel svatého Demetria v témže roce. Zřízena byla rovněž správní jednotka bulharské pravoslavné církve, nezávislé na řecké. Skutečnost vedla k náboženskému konfliktu mezi slovanskou a řeckou církví. Zřízena byla rovněž i přidružená klášterní škola. Prominentní pozice města přilákala pozornost i řady evropských zemí, které zde otevřely své konzuláty. První z nich se stalo v roce 1851 Rakousko, resp. Habsburská monarchie. Město se otevřelo z hlediska obchodu dalším evropským zemích, dováženo sem bylo zboží ze západní Evropy. To bylo dále posíláno po obchodních stezkách do okolních měst od Prizrenu až po Soluň. Bitola tehdy byla ekonomicky i politicky nejvýznamnějším[zdroj?] městem na území dnešní Severní Makedonie.
V roce 1894 byla do Bitoly zavedena železniční doprava. Ta umožnila další rozvoj města. Od této doby až do první balkánské války se počet obyvatel zvýšil téměř na 50 tisíc osob. Od roku 1888 mělo v Bitole svůj konzulát také Srbsko. V téže době bylo také velitelství turecké III. armády přesunuto z Bitoly do Soluně.
Na konci 19. století byla Bitola také považována za město pián. Stalo se tomu proto, že místní výše postavené obyvatelstvo si piano spojovalo s vyšším společenským statusem, díky čemuž se rozšířil jejich dovoz i spotřeba. Tradice zanikla v polovině 20. století. Mezi další kulturní novinky zde byl považován také film. Bratři Manakiové, kteří tehdy v Bitole žili, se stali jeho průkopníky a jedními z prvních na území Severní Makedonie.
Dle statistiky Vasila K'nčova z roku 1900 žilo v roce 1900 v Bitole 37 000 lidí, z nichž bylo 10 000 Bulharů, 10 000 Turků, 1500 Albánců, 2000 Romů, 7000 Vlachů, 5500 Židů a 500 ostatních.
V roce 1903 bylo město jedním z míst Ilindenského povstání, vzpoury místního bulharského a části valašského obyvatelstva proti turecké nadvládě. Řada místních obyvatel nicméně žádala tureckou armádu zastavit nepokoje a posílit místní vojenskou posádku. V roce 1908 se v Bitole uskutečnilo setkání albánských vzdělanců, kteří se vyslovili pro používání latinky v albánském jazyce. Proto bývá občas v albánských kruzích přezdívána jako město abecedy (albánsky Qyteti i Alfabetit).

## Moderní doba

### 1. polovina 20. století

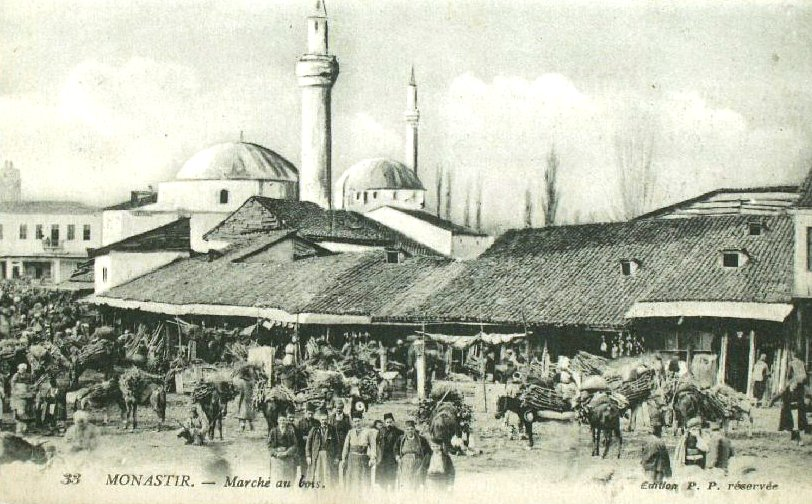
Bitola v roce 1914.

Pod tureckou nadvládou zůstala Bitola až do roku 1912, kdy po první balkánské válce připadla Srbsku. Pro Turky představovala strategicky významné město, které chtěli za každou cenu ubránit. Během konfliktu zde došlo k bitvě, během níž srbské vojsko Osmany v rozhodné bitvě porazilo. V roce 1915 Bitolu obsadila bulharská armáda a spolu se značnou částí dnešní Severní Makedonie byla Bulharskem anektována. V roce následujícím byla obsazena jednotkami Dohody. Vzhledem k blízkosti soluňské fronty v následující první světové válce však místní obyvatelstvo strádalo až do roku 1918. Město bylo ve válce těžce poškozeno. Bitola byla prvním osvobozeným městem v závěru války po prolomení fronty v druhé polovině roku 1918.
Po válce se stala součástí Jugoslávie. Nová hranice byla ustanovena jen zhruba 10 km jižně od města; došlo k změnám v ekonomických i společenských vztazích. Dopad Bitola pocítila z hospodářského hlediska nejen kvůli nové hranici s Řeckem, ale také i kvůli vzniku nezávislé Albánie v roce 1912. Turecké obyvatelstvo odešlo z města buď během války a nebo po ní, což vedlo k propadu počtu obyvatel. Počet obyvatel se snížil o 41 %. Do té doby prominentní město se tak stalo periferním sídlem, mimo jiné ztratilo svůj význam také i proto, že regionálním centrem bylo od roku 1929 Skopje jako hlavní město Vardarské bánoviny.
Původně balkánské město se nicméně začalo rozvíjet jako moderní sídlo. Byly vypracovány první projekty rozvoje a územní plánování v evropském stylu. Zaostalé město muselo vyřešit řadu problémů: jedním z nich byla rozšířená malárie, která postihovala i místní vojenskou posádku. Pod fasádou moderně se rozvíjejícího města nicméně doutnala nestabilní situace z hlediska národnostního. Dosud nevyhraněné slovanské obyvatelstvo se stále častěji identifikovalo s makedonskou národnostní myšlenkou, což vyvolávalo nevoli a obavy Srby kontrolovaných úřadů a samosprávy. Organizace, které se snažily tvářit jako makedonské byly rozpouštěny. Situaci nepomáhaly ani sliby politických představitelů z Bělehradu, kteří sice v Bitole slibovali různé investice (železnice, vodní kanály apod.), monarchistická Jugoslávie nicméně neměla dost prostředků na jejich uskutečnění.

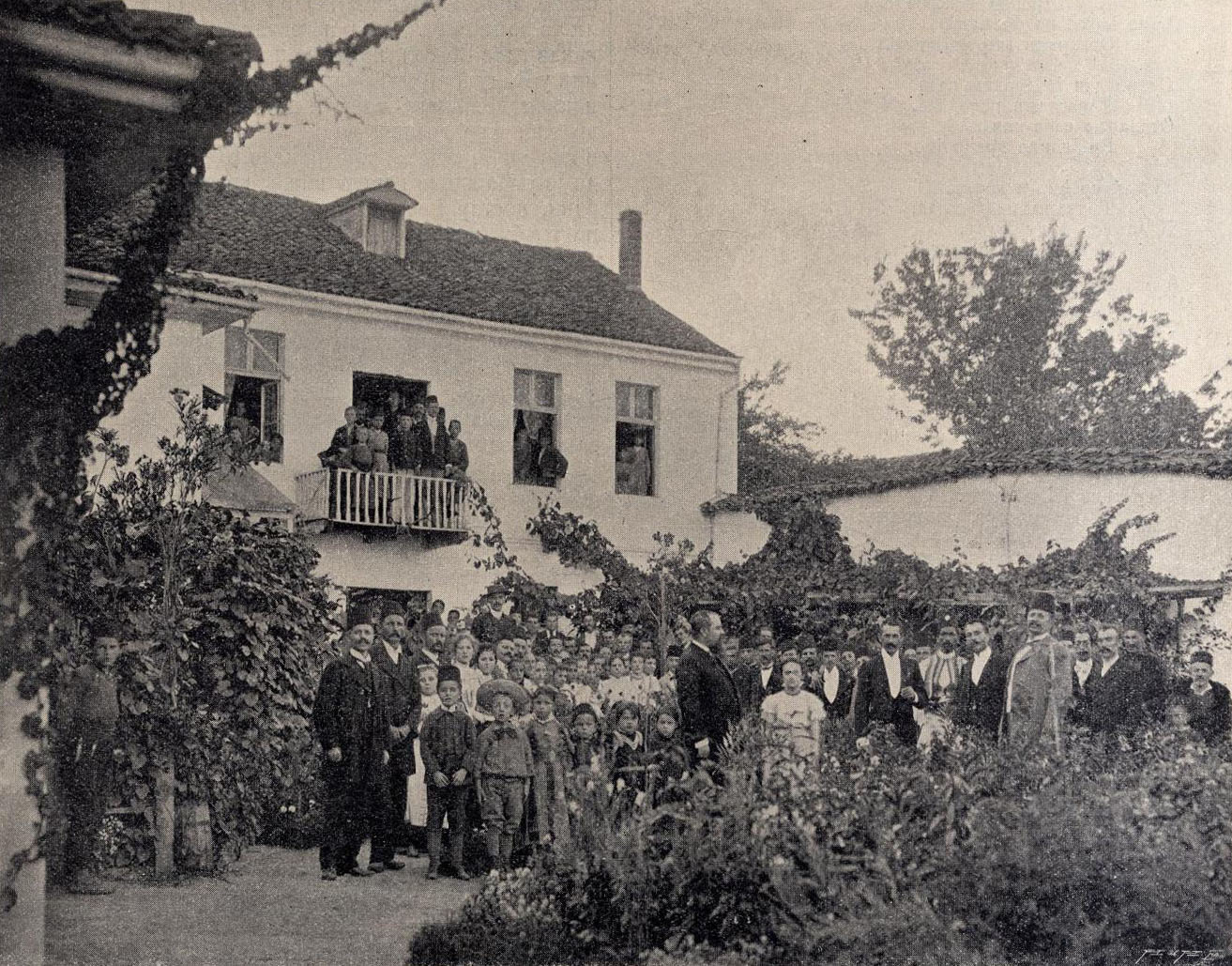
Srbská škola v Bitole na přelomu 19. a 20. století.

Za druhé světové války byla místní židovská komunita odvezena transporty do Polska (do války čítala 9,7 % obyvatel města), v rámci holokaustu byli místní Židé zavražděni v koncentračním táboře Treblinka. Jednalo se cca o tři tisíce osob. Město bylo obsazeno nejprve Německem a poté okupováno Bulharskem. Místní odbor komunistické strany, který vedl partyzánský boj proti bulharské okupaci, byl veden Stevanem Naumovem Stivem. Město bylo osvobozeno dne 4. listopadu 1944 jednotkami 7. makedonské úderné brigády. Z místních obyvatel přišlo o život během války celkem 266 lidí, většinou na bojištích na různých místech tehdejší Jugoslávie.

### 2. polovina 20. století

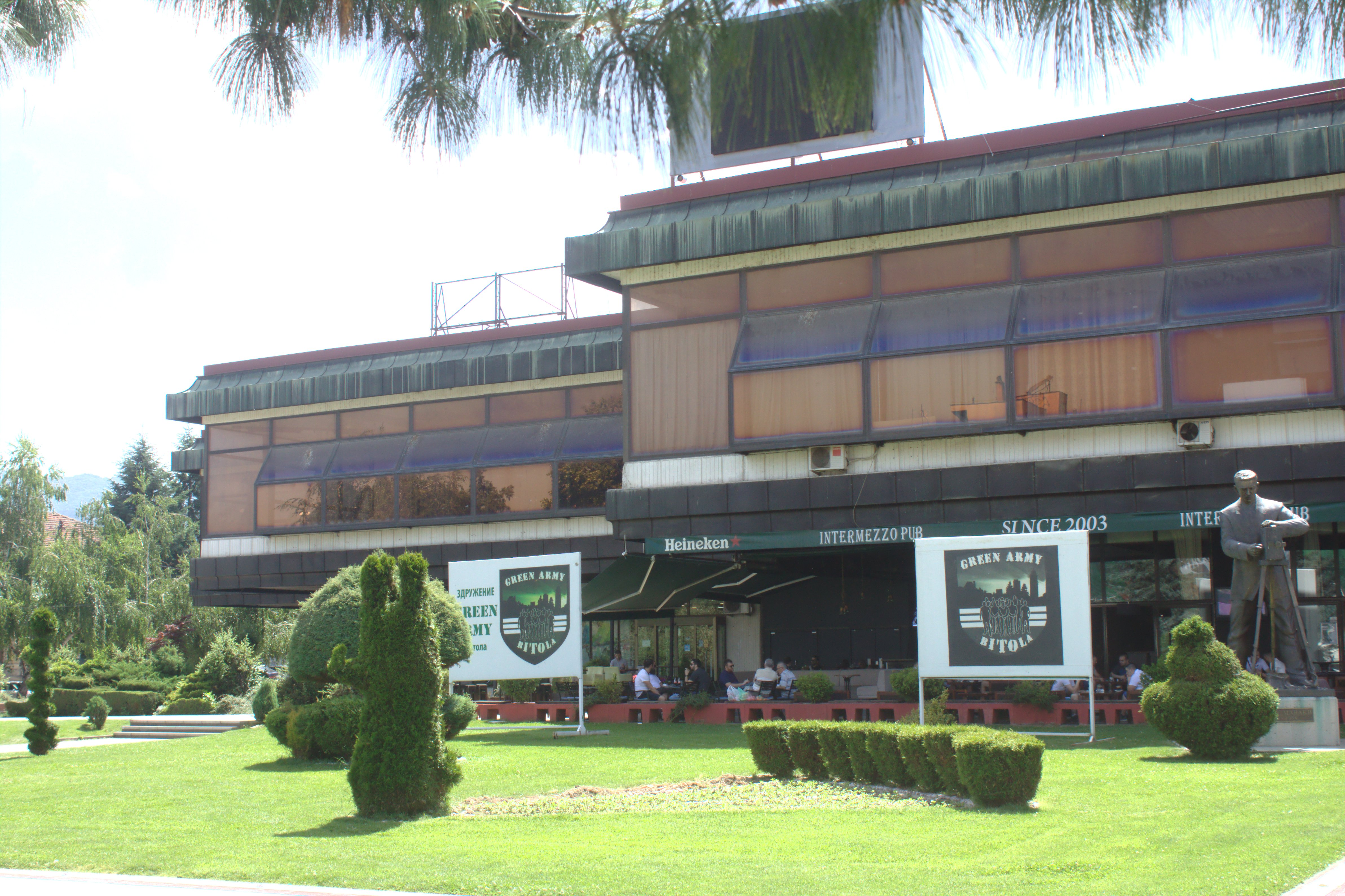
Brutalistní dům kultury z roku 1980.

Roku 1945 se město opět vrátilo Jugoslávii. Stalo se součástí nově vzniklé socialistické republiky Makedonie. Nová komunistická vláda věnovala znárodnění, vypořádání s politickými protivníky a dalšími. Zabito zde byl značný počet představitelů bulharské moci, ať už skutečných, nebo domnělých. Kromě toho se nová vláda soustředila na investice do méně rozvinutých oblastí země, kterou nepochybně město Bitola bylo. V roce 1945 zde proto bylo otevřeno první gymnázium, které neslo svůj název po jugoslávském vůdci Josipu Brozu Titovi. Bylo rovněž první střední školou ve městě, kde probíhala výuka v nově kodifikovaném makedonském jazyce. Jeho podoba byla mimo jiné vybrána také podle bitolského nářečí.
Rozvoj Bitoly v období mezi lety 1945 až 1990 probíhal méně bouřlivě, než tomu bylo v případě řady dalších jugoslávských měst. Jedním z důvodů je i skutečnost, že po ničivém zemětřesení ve Skopje v roce 1963 byly republikové prostředky přesouvány právě tam a na další makedonská města tolik financí nezbývalo. Několik menších panelových sídlišť vyrostlo na východním a jihozápadním konci města. Hlavní ulice (makedonsky Широк сокак) byla pojmenována po Josipu Brozu Titovi. V roce 1980 zde byl otevřen brutalistní dům kultury.
V téže době byl připraven projekt nového bulváru, který měl město přetnout na dvě poloviny. Rozdělena by tak byla původní souvislá zástavba z tureckých časů. Ačkoliv na jižní straně vzniklo předpolí velkolepé třídy, ne nepodobné třídě Osvobození z Nového Sadu, protesty veřejnosti nakonec realizaci obdobného projektu znemožnily.

## Bitola v nezávislé Makedonii
Od roku 1991 je součástí nezávislé Severní Makedonie. V roce 2001 zde došlo k násilnostem poté, co byli místní vojáci zabiti při přestřelkách s albánskými ozbrojenci nedaleko města Tetovo. Při výtržnostech místní napadli obchody albánských vlastníků. Nepokoje se uskutečnily v květnu a v červnu; napadeny byly i místní dvě mešity. Pleurat Seidiu z Kosovské osvobozenecké armády vymezoval albánský prostor od Baru v Černé Hoře až po právě Bitolu (albánsky Monastir) v Severní Makedonii. Násilnosti nějakou dobu probíhaly na obou stranách. Řada albánských obyvatel se následně z obav před dalším násilím z Bitoly vystěhovala. Události v Albánii také ovlivnily jednu z místních bank, která vložila peníze do albánských pyramidových her; po jejich kolapsu sama byla nucena zkrachovat.
V roce 2007 zasáhl okolní lesy rozsáhlý požár, který se přenesl i do některých okrajových částí Bitoly.